# Вилијам Роберт Шепард
Вилијам Роберт Шепард (енгл. William Robert Shepherd; Чарлстон, 12. јуни 1871 - Берлин, 7. јуна 1934) био је амерички картограф и историчар. Специјализован за Латино Америчку и Америчку историју.
Докторирао је на Универзитету Колумбија, 1896. године. Био је професор историје на Универзитету Колумбија. Познат је по свом дјелу (енгл. Historical Atlas), који је објављан у више издања.

## Радови
- Historical Atlas. New York, Henry Holt and Company, 1911.
- The Hispanic Nations of the New World: Our Southern Neighbors. New Haven, Yale University Press, 1919.
- Hispanic Nations of the New World; a chronicle of our southern neighbors, New Haven, Yale University Press, 1921.
- Historical Atlas. New York, Henry Holt and Company, 1923.
- Latin America. New York, Henry Holt and Company, 1923.
- Historical Atlas. New York, Henry Holt and Company, 1926.